# Installation de récupération d'eau de pluie
Vous pouvez aider à l'améliorer ou bien discuter des problèmes sur sa page de discussion.
- Il ne cite pas suffisamment ses sources. Vous pouvez indiquer les passages à sourcer avec {{référence nécessaire}} ou {{Référence souhaitée}}, et inclure les références utiles en les liant aux notes de bas de page. (Marqué depuis janvier 2019)
- Il adopte un point de vue régional ou culturel particulier et nécessite une internationalisation. (Marqué depuis février 2008)
- Il n’est pas rédigé dans un style encyclopédique. (Marqué depuis juin 2015)

- Archive Wikiwix
- Bing
- Cairn
- DuckDuckGo
- E. Universalis
- Gallica
- Google
- G. Books
- G. News
- G. Scholar
- Persée
- Qwant
- (zh) Baidu
- (ru) Yandex
- (wd) trouver des œuvres sur Wikidata

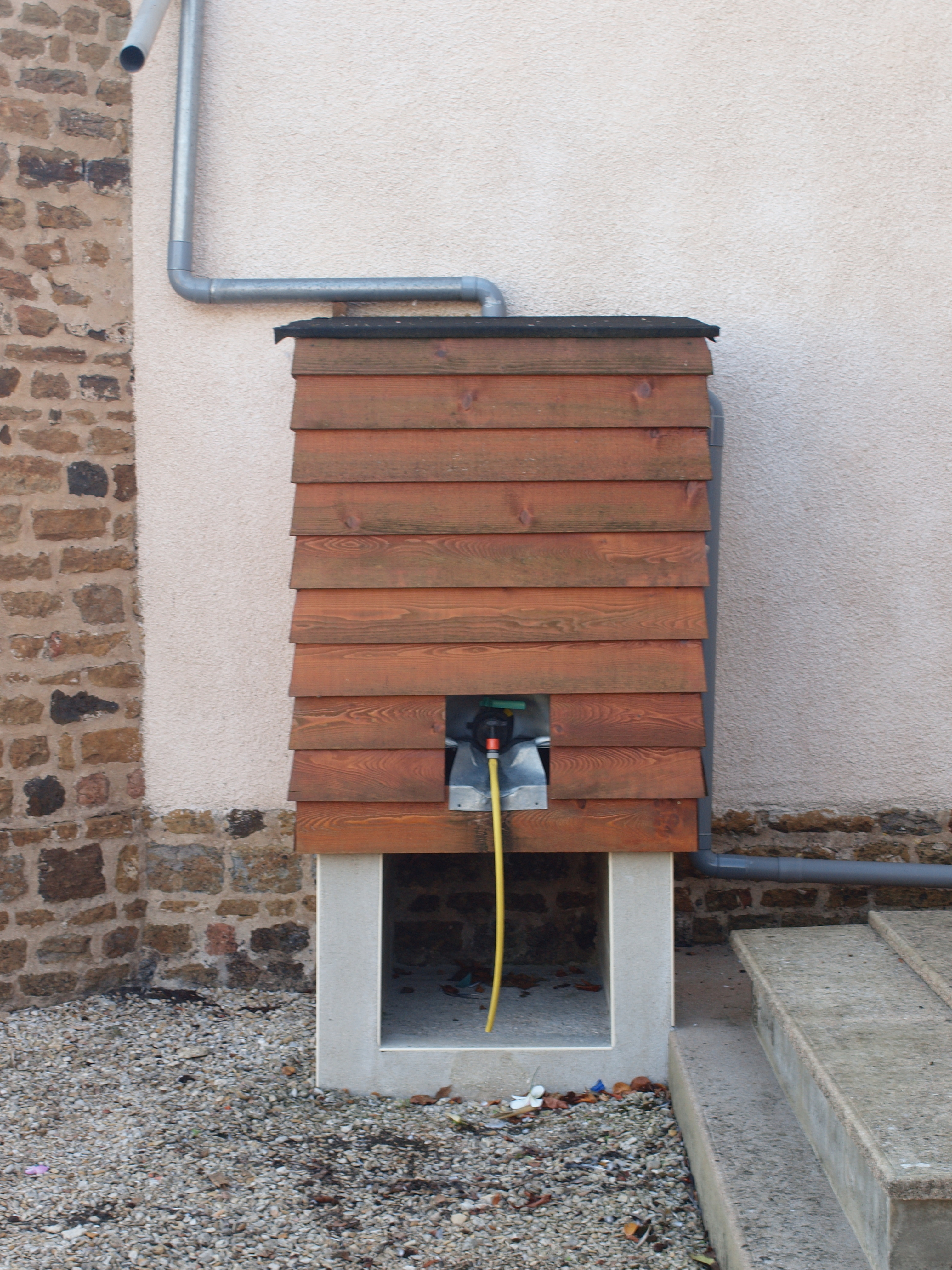
Dans un cimetière : réservoir de récupération des eaux pluviales qui tombent sur le toit de l'église, pour stocker l’eau destinée à l'arrosage de chrysanthèmes.

Une installation de récupération d'eau de pluie consiste en un système de collecte et de stockage de l'eau pluviale dans la perspective d'une utilisation ultérieure. La mise en place d'une installation spécifique, qui peut varier dans sa complexité suivant l'utilisation finale, est nécessaire à la satisfaction de cet objectif.
Les motivations sont le plus souvent d'ordre économique ou écologique ; cependant dans certaines configurations, de telles installations sont indispensables pour suppléer à une alimentation en eau courante insuffisante, défaillante ou même inexistante.
L'eau de pluie récupérée peut être de qualité variable et être moins bien adaptée à certains usages comme les jardins potagers, par exemple en présence de métaux lourds.

## Eau pluviale
L'eau de pluie a des caractéristiques bio-chimiques assez proches d'une eau potable et même bio-compatible sans aucun traitement. Néanmoins, il existe une relative contamination de l'eau de pluie au contact de gaz (oxydes d’azote, de soufre), de particules souvent riches en matériaux lourds et des différents aérosols relâchés par les activités humaines. L’eau de pluie se charge aussi de substances posées sur les toits (excréments d’oiseaux, feuilles, particules de poussière) ou dans la citerne d’eau dans lequel elle sera stockée.
Dès lors, l’eau de pluie n’est pas potable. Cependant, il est possible de purifier celle-ci. Mais sa consommation ne peut être recommandée que si la technique de filtration est parfaite.
L’eau de pluie légèrement purifiée peut servir à quantité d’autres applications. L'eau de pluie peut facilement être utilisée pour les toilettes, l'arrosage du jardin, le nettoyage, ou la lessive.

## Utilisation

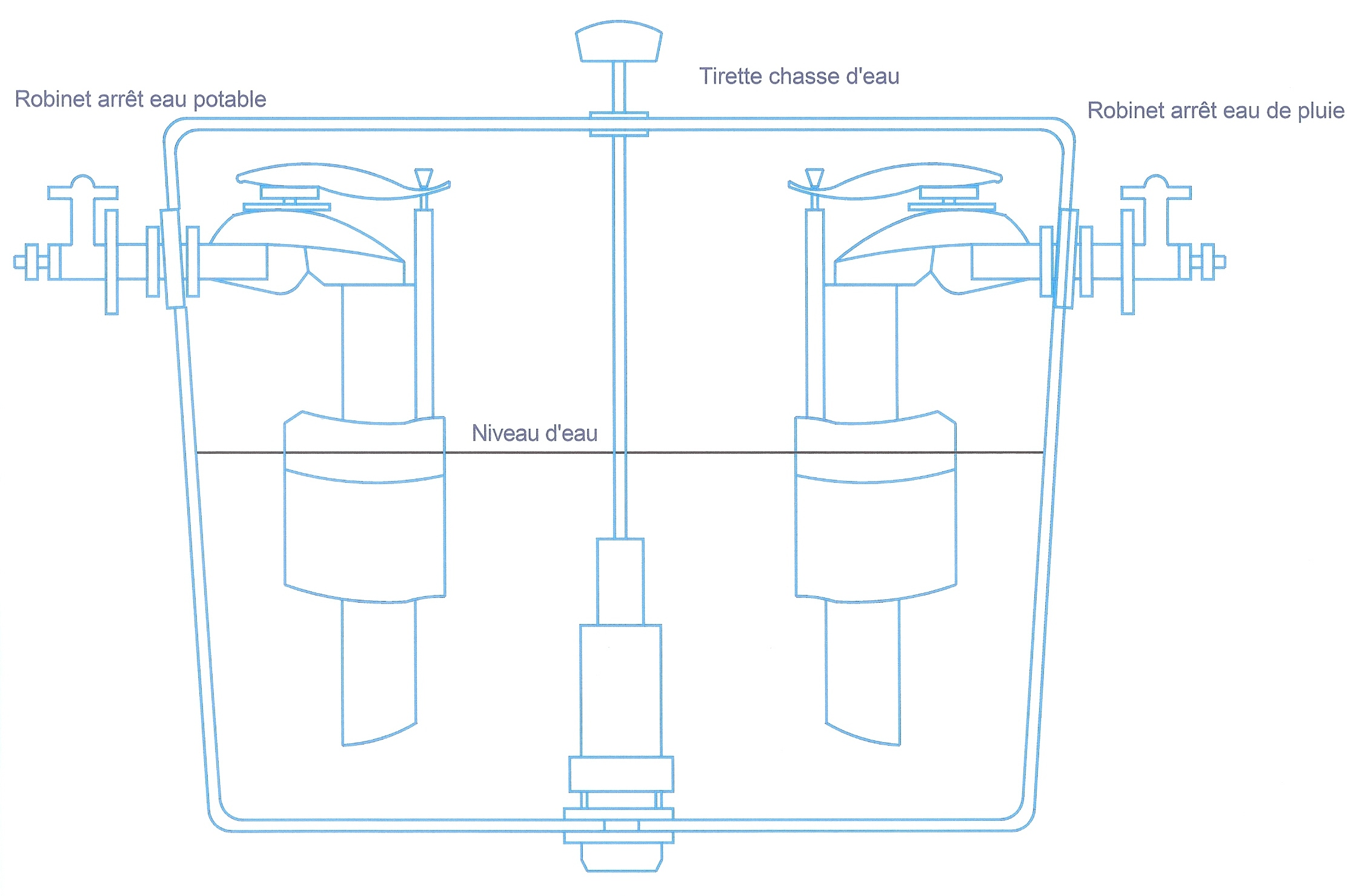
Le remplacement du flotteur horizontal par deux flotteurs verticaux permet d'alimenter la chasse d'eau par l'un ou l'autre des deux circuits sans nécessité de déconnexion

La récupération d'eau de pluie peut se faire à plusieurs destinations.
Dans les utilisations non comestibles :
- Arrosage des plantes, pelouses (principalement l'été en période de restriction d'eau), lavage voiture, mise à niveau de la piscine ;
- Alimentation d'un « jardin pluvial » épurant l'eau avant de l'infiltrer vers la nappe (éventuellement en sortie de trop-plein d'une citerne de récupération)
- Alimentation des toilettes ou de la machine à laver (dont les eaux grises pourront éventuellement être épurées par lagunage naturel ou marais filtrant ;
- Nettoyages divers (sols, extérieur…).

Dans les utilisations comestibles (autorisé seulement dans un cadre strictement privé en France) :
- Consommation de l'eau pour boire ;
- Douches, bains ;
- Lave-vaisselle ;

Dans une habitation, pour des raisons de sécurité sanitaire, l'eau de pluie et l'eau de ville (fournie par les services de la ville) doivent circuler dans deux réseaux de plomberie différents, et donc disposer avant les toilettes ou la machine à laver d'un système de dis connexion réglementaire pour éviter toute pénétration d'eau de pluie dans le réseau d'eau de ville.

## Eau récupérée du toit

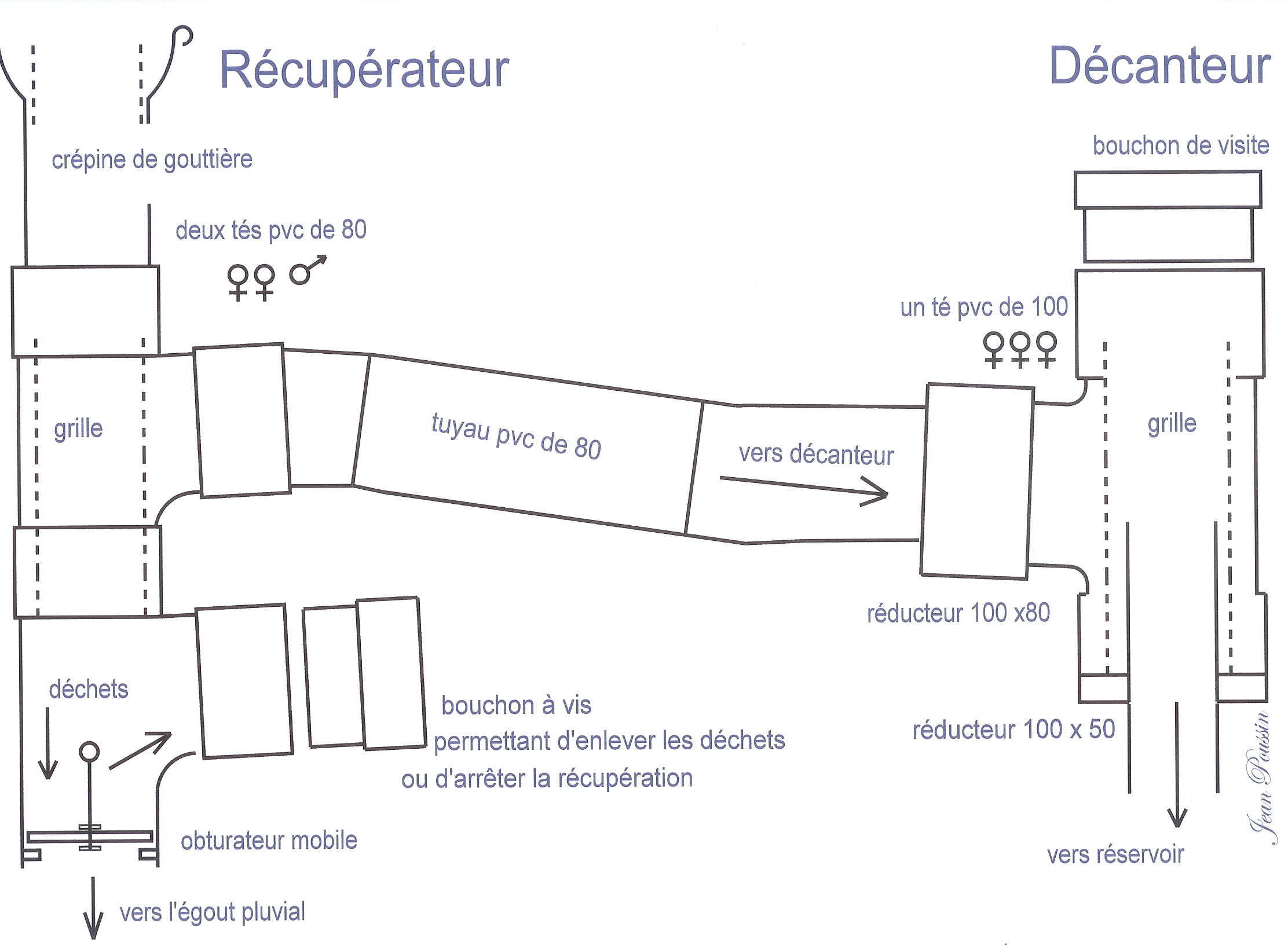
Procédé simple de filtration et récupération d'eau de pluie à partir de tuyaux et raccords PIC du commerce.

Tous les types de toits ne conviennent pas à la collecte d’eau de pluie :
| Type de toit                                                      | Taux de récupération                                                         |
| ----------------------------------------------------------------- | ---------------------------------------------------------------------------- |
| Toit plat recouvert de gravier                                    | 60 %                                                                         |
| Toit plat recouvert de matière synthétique ou de bitume (Rowling) | 70 - 80 %                                                                    |
| Toit plat recouvert de gazon ou d’autres plantes                  | 20 %                                                                         |
| Toit en pente recouvert de panneaux ou de tuiles                  | 75 - 95 %                                                                    |
| Toit en pente recouvert de matière synthétique ou de bitume       | 80 - 95 %                                                                    |
| Toit en pente recouvert de gazon ou d’autres plantes              | 25 % en moyenne (très variable selon le type de substrat et la pluviométrie) |

Le taux de récupération donne une idée approximative de la quantité d’eau de pluie que l’on peut effectivement collecter selon le type de toit. Un taux de 60 % signifie que vous pourrez collecter 60 % de l’eau de pluie et que les 40 % restants seront perdus par évaporation, évapotranspiration, etc.

### Cas des toitures ou terrasses végétalisées
Pour les raisons éthiques, environnementales, économiques et esthétiques, les toits verts couverts d'une couche de végétation extensive (sédums majoritairement) sont de plus en plus répandus.
Une étude a comparé les capacités de rétention/épuration d'engrais contenus dans l'eau de ruissellement, sur quatre types de systèmes commercialisés aux États-Unis contenant chacun au moins trois types distincts de plantes. L'eau ruisselant sur des plates-formes expérimentales végétalisées a été retenue par le substrat pour 38,6 % (pour le support Xeroflor) à 58,1 % (pour le support Siplast).
C'est l'épaisseur du substrat plutôt que de système de drainage ou le type de flore qui expliquait le mieux la capacité de rétention d'eau, ainsi que la teneur en humidité du substrat juste avant une pluie.
Le chauffage urbain et la pollution routière étant sources de NOx pouvant former des nitrates en se combinant avec l'ozone, il était intéressant de mesurer la capacité des terrasses végétalisées à épurer les nitrates.

## Filtres
Avant de parvenir dans la citerne, l'eau doit idéalement être filtrée ; au moins par un filtre primaire. Il en existe plusieurs types.
Filtres non auto-nettoyantsC'est par exemple sous de la gouttière, un petit bassin de décantation qui retient les matières solides et dont le trop-plein alimente la citerne. Ce bassin sera nettoyé quelquefois par an (en siphonnant par exemple). Ce système n’est pas recommandé car devant être régulièrement nettoyé, et vidé en cas de gel prolongé.
Filtres auto-nettoyantsCes filtres sans entretien laissent l’eau s’écouler au travers d’un fin tamis en acier inoxydable. Ils ont deux ouvertures ; une par laquelle s’écoule l’eau filtrée qui poursuit son chemin vers la citerne, l’autre par laquelle s’écoule l’eau souillée qui élimine ainsi environ 10 % de la quantité totale d’eau. Les feuilles y sont emportées par l’eau qui s’écoule vers une sortie de décharge.
Il existe différents types de filtres :
- Filtre automatique à tamis horizontal ;
- Filtre cyclone ;
- Filtre collecteur (installé dans la gouttière).

Un deuxième filtre primaire peut être placé entre la citerne d’eau de pluie et la pompe pour retenir les matières solides en suspension. Il contient généralement une cartouche en gaine de nylon, lavable toutes les deux à trois semaines.

## Choix de la citerne
Il existe sur le marché des dizaines de citernes de récupération d’eau répondant à différents besoins (pour la maison, le jardin, le lavage de la voiture…) :
- le choix du volume se fait selon la place disponible et les objectifs d'utilisation de l'eau de pluie ;
- il tient également compte de la quantité d'eau de pluie potentiellement récupérable, selon la pluviométrie locale, et le type de pluie (grosse pluie peu régulière ou bruines fréquentes).

| Citerne souple | Matières synthétiques | Béton |
| --- | --- | --- |
| | Belgique : Pas de label | Belgique : De préférence avec label BENOR (obligatoire en Flandre).                                                                                                   |
| Plus légère que le béton ou d’autres matières rigides synthétiques, la citerne souple ne nécessitent aucun terrassement et peut être installées aussi bien à l’extérieur, posées sur le sol, qu’en vide sanitaire, sous une véranda ou une terrasse, c’est-à-dire dans des espaces à hauteur réduite ou difficiles d’accès. | Plus légères que le béton : peuvent être placées sans l’aide d’une grue; Plusieurs petits réservoirs peuvent être placés en série dans une cave existante. | Doit être installée à l’aide d’une grue. Les parois et le fond doivent être d’une seule pièce.                                                                        |
| L’un des avantages de la citerne souple est qu’elle conserve l’eau de pluie dans sa composition initiale. Le textile protège de toute modification biologique. | On peut prévoir une fine couche de gravier, dans laquelle certains micro-organismes peuvent spontanément s’installer. Ceux-ci dégradent les petites impuretés qui se trouvent dans l’eau. Cette couche de gravier, si elle est importante permet également d’éviter que la citerne ne soit poussée vers le haut en raison de la pression de l’eau souterraine en cas de remontée de nappe phréatique autour d'une citerne vide. | Sur les parois et sur le fond s’installent de micro-organismes qui dissolvent les petites impuretés présentes dans l’eau de pluie.                                    |
| | Des pierres calcaires peuvent être installées dans la citerne : celles-ci neutraliseront l’acidité des eaux de pluie, ce qui est nécessaire pour éviter la corrosion des conduites d’eau si elles sont métalliques. | Le béton neutralise l’acidité de l’eau de pluie, mais certains ciments peuvent contenir des métaux lourds.                                                            |
| Le prix des citernes souples est bien en deçà des citernes classiques. | Une citerne en matières synthétiques est plus onéreuse mais sa pose est plus aisée, même dans un jardin situé à l’arrière de la maison. Les modèles carrés peuvent passer dans l’ouverture d’une porte. | Les citernes en béton préfabriquées constituent souvent l’option la moins onéreuse si l’installation peut se faire dans un endroit accessible au camion et à la grue. |

La citerne correctement installée peut fonctionner pendant plus de dix ans avant d’être nettoyée (pas besoin de nettoyage pour les citernes souples). Les micro-organismes exercent un rôle de nettoyeurs.
Il ne faut pas, lors du nettoyage, frotter les parois, car il faut beaucoup de temps avant que les micro-organismes (biofilm) ne s’y réinstallent.
Les sédiments qui se seraient éventuellement déposés sur le fond sous forme de vase (milieu plus anoxique) doivent être éliminés.

## Micro-crépine
Une micro-crépine équipée d’un flotteur permet de puiser l’eau à environ une dizaine de centimètres sous la surface et d’éviter ainsi que les impuretés stagnantes au fond du réservoir et flottantes ne soient entraînées vers la pompe.
Le puits est muni d’un trop-plein pour éviter les inondations. En effet quelques dizaines de fois par an, le puits déborde. Ainsi le biofilm ou la fine pellicule de poussière accumulée en surface sont régulièrement évacués.
Le trop-plein sera connecté de préférence à un puits d’infiltration, un bassin d'infiltration, un fossé ou un étang, afin de permettre à l’eau excédentaire de s’infiltrer dans le sol.
En Suisse et dans certains États de la République fédérale d’Allemagne, il s’agit là d’une obligation légale. Ne raccorder le trop-plein à l’égout que s’il n’existe vraiment aucune autre option. Si tel est le cas, il faudra munir le trop-plein d’un système empêchant l’eau venant de l’égout de refluer dans le puits, ce qui pourrait arriver si l’égout est saturé à la suite d'une violente averse ou en cas de précipitations prolongées.

## Pompe de distribution
Par un circuit séparé, une pompe distribue l’eau de pluie dans la maison. Il existe divers types de pompes, qui ont chacun leurs avantages et leurs inconvénients (voir tableau). Un filtre mécanique peut éventuellement être placé après la pompe qui retiendra toutes les petites particules de poussière (ces filtres sont munis de cartouches renouvelables ou en mode automatique avec mécanisme de refoulement).
| Système                                          | Avantages                                                                | Inconvénients                                                                |
| ------------------------------------------------ | ------------------------------------------------------------------------ | ---------------------------------------------------------------------------- |
| Pompe d’évacuation                               | Aucun                                                                    | Chère ; demande un entretien intensif                                        |
| Pompe centrifuge avec groupe hydrophore          | Bon marché et fiable                                                     | Bruyante ; risque de développement de bactéries sur la membrane du réservoir |
| Pompe centrifuge électronique à vitesse variable | Moins bruyante ; possède un système empêchant la pompe de s’assécher     | Plus onéreuse                                                                |
| Pompe centrifuge immergée.                       | Silencieuse, permet de gagner de la place car posée sur le fond du puits | Plus onéreuse                                                                |

En cas de sécheresse prolongée, la citerne se vide, il faut alors pouvoir se connecter à l’eau de distribution. L'alimentation de la citerne se fait manuellement ou automatiquement: Un senseur de niveau qui mesure en permanence le niveau d’eau, émet un signal au système de commande, celui-ci remplit la citerne, avec l’eau de distribution: la quantité nécessaire pour une journée.
Il est interdit d’installer une liaison fixe entre le système d’eau de pluie et le circuit alimenté en eau de distribution, ceci afin d’éviter que l’eau de pluie moins pure ne se mélange à l’eau de distribution. Il faut donc pouvoir séparer complètement les deux systèmes en connectant chaque vanne d’alimentation à deux canalisations différentes, munies chacune de son propre robinet.

## Infiltrer l’eau de pluie
L’eau de pluie s’écoule bien souvent le long de surfaces étanches comme les parkings, les trottoirs et la voirie pavée ou goudronnée. Il en résulte que par endroits, l’eau de pluie ne parvient plus à s’infiltrer dans le sol pour alimenter la nappe phréatique. Bien souvent, un tel phénomène conduit à l’abaissement des nappes phréatiques. Le milieu naturel en pâtit, tandis que l’approvisionnement en eau potable peut se trouver menacé.
En cas de fortes précipitations, les collecteurs ne parviennent pas toujours à absorber les énormes quantités d’eau de pluie qu’ils reçoivent, ce qui constitue un autre problème. L’eau polluée se trouvant dans les collecteurs peut de la sorte aboutir dans les cours d’eau. Les efforts menés en vue d’épurer les eaux de surface peuvent s’en trouver en partie compromis. Lorsque l’eau de pluie s’écoule trop rapidement, elle peut en outre provoquer des inondations en aval.
Enfin, il est plus difficile de traiter les eaux usées lorsqu’elles sont diluées par les eaux de pluie. Dans les stations d’épuration, ce sont les bactéries qui se chargent de purifier les eaux usées. Elles se nourrissent des particules de saletés et les dissolvent. Lorsque de l’eau de pluie est mélangée aux eaux d’évacuation, ces bactéries ne peuvent plus fonctionner de manière optimale, car elles ne trouvent pas suffisamment de nourriture. C’est la raison pour laquelle de nombreuses stations d’épuration souffrent d’un rendement insuffisant.
Il faut toujours prendre en compte les conditions locales avant d’installer un système d’infiltration et demander éventuellement l’avis de spécialistes. Il est déjà possible d'aider l’eau de pluie à s’infiltrer dans le sol en adaptant le recouvrement des abords[Quoi ?].
Voici les matériaux dont on dispose à cet effet :
- Graviers
- Dolomies
- Pavés espacés de 2 à 3 cm
- Dalles en béton perméables
- Dalles en béton pour gazon
- Dalles en polyéthylène pour gazon
- Écorces

### Systèmes plus élaborés
- Bassin d’infiltration composé de blocs en polypropylène à structure alvéolaire en nid d’abeilles.
- Puits ou un tuyau d’infiltration. Si vous disposez de l’espace nécessaire.

Le bassin d’infiltration constitue la solution la plus aisée. Ce système permet de stocker l’eau temporairement afin de la laisser s’infiltrer. De plus, il crée une zone humide dans votre jardin, très intéressante d’un point de vue écologique.

## Coût d'une installation
La récupération d'eau de pluie peut se révéler un système simple et peu couteux à mettre en place (1 500 € pour un équipement minimum) et permettre de ne plus utiliser de l'eau “potable” (donc traitée) pour les toilettes, ou encore l'arrosage du jardin.
Une installation plus sophistiquée permet de vivre en autarcie complète (filtrage, multiples cuves). Pour des coûts allant de 6 000 € à 9 000 € posé par un professionnel.
Le coût d'installation par un professionnel tend à augmenter considérablement le devis mais pour une installation plus performante et surtout plus sûre.